# Leipzig Berliner Bahnhof

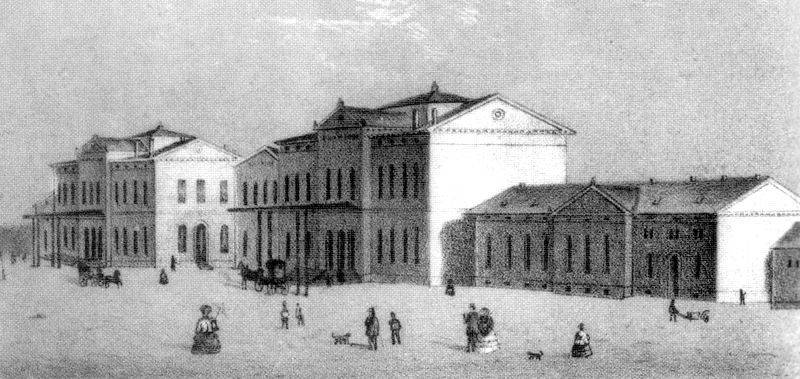
Berliner Bahnhof zur Zeit seiner Errichtung

Der Berliner Bahnhof in Leipzig ist ein heute nicht mehr existierender Bahnhof, der von 1859 bis 1912 für den Eisenbahnverkehr genutzt wurde.

## Geschichte
Um 1859 hatte sich Leipzig zum Eisenbahnknoten entwickelt: Neben der 1837/39 eingeweihten Strecke nach Dresden existierte bereits seit 1840 eine Verbindung nach Magdeburg, seit 1842 eine Strecke Richtung Bayern (Bayerischer Bahnhof, 1844) und ab 1856 eine Verbindung nach Thüringen. Die unmittelbar an den nördlichen Rand der Innenstadt grenzenden Grundstücke waren infolgedessen bereits mit den Anlagen des Dresdner, Magdeburger und Thüringer Bahnhofs bebaut. Für den Endpunkt der Bahnstrecke von Berlin wurde deshalb ein weit außerhalb der Stadt liegendes Grundstück gewählt, das jedoch eine umso großzügigere Bebauung erlaubte.

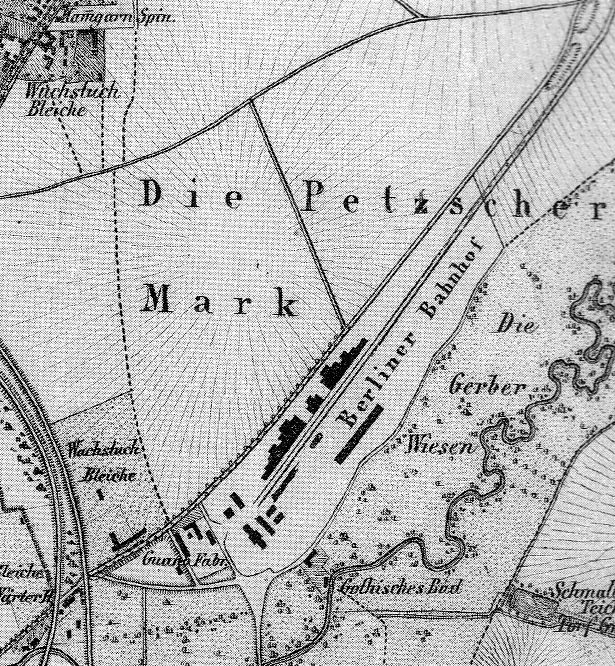
Lage des Berliner Bahnhofs auf einer Karte von 1860

Auf der sogenannten Petzscher Mark, benannt nach der früher dort gelegenen Siedlung Petzsch oder Petzschau, wurde um 1858 der Berliner Bahnhof errichtet. Er befand sich den heutigen geografischen Gegebenheiten nach zwischen Rackwitzer und Berliner Straße in Höhe des Straßenbahndepots an der Wittenberger Straße. Am 1. Februar 1859 wurde die Eisenbahnstrecke Berlin–Leipzig und der Berliner Bahnhof durch die Berlin-Anhaltische Eisenbahn-Gesellschaft in Betrieb genommen.
Alsbald nach der Eröffnung wurde mit der großen Entfernung zur Stadt und den anderen Leipziger Bahnhöfen der größte Nachteil des neu errichteten Bahnhofs sichtbar. So ist bereits in einem Reiseführer für die Stadt Leipzig aus dem Jahre 1860 zu lesen:

„Die jüngste Schöpfung dieser Art ist die 8 3/4 Meilen lange, am 1. Febr. 1859 eröffnete Strecke der Berlin-Anhaltschen Bahn, welche die preußische Hauptstadt auf dem kürzesten Wege über Bitterfeld mit Leipzig verbindet; der Bahnhof ist leider von der Stadt weit abgelegen.“

Gebäude und Gleisanlagen, 1892

Der Bahnhof konnte einstweilen von der Stadt aus nur zu Fuß oder mit der Pferdedroschke erreicht werden. Wegen dieses Mankos wurde er 1891 nach einer Verlängerung der Gleise hin zur südöstlich gelegenen Strecke der (zweiten) Verbindungsbahn zum Durchgangsbahnhof. Die aus Berlin kommenden Züge endeten von da an am Bayerischen Bahnhof. Die Anbindung an das Leipziger Straßenbahnnetz, die 1896 mit der Eröffnung der Strecken nach Mockau und Schönefeld erfolgt war, vermochte die Attraktivität der Anlage für den Personenverkehr nicht zu steigern. Die Planer der Bahnhofsanlage hatten sie aber ohnehin nur für den Durchgangsverkehr und nicht als Kopfbahnhof konzipiert.
Eine Besonderheit des Berliner Bahnhofs bestand darin, dass er zwei Empfangsgebäude hatte. Bei ihnen handelte es sich um schlicht gestaltete, aber dennoch repräsentative Zweckbauten.

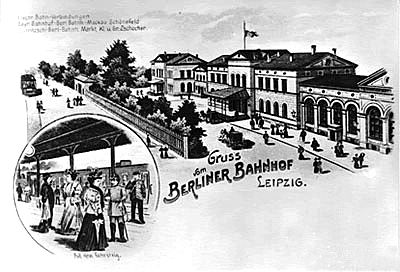
Historische Postkarte des Berliner Bahnhofs

Mit dem Bau des Hauptbahnhofs verlor der Berliner Bahnhof seine Funktion. Am 1. Oktober 1912 wurde der einzige Leipziger Durchgangsbahnhof für den Personenverkehr geschlossen. Anschließend wurden die Gebäude des Bahnhofs, der im Jahr 1890 ein Gelände von 21 ha mit 16.000 m² bebauter Fläche und 22 km Gleisstränge umfasst hatte, abgerissen.
Auch nach Abbruch des alten Empfangsgebäudes und Umbau der Gleisanlagen mit Bau des Leipziger Hauptbahnhofs existierte der Bahnhof als Betriebsstelle unter dem Namen Leipzig Berliner Bahnhof weiter. Mit der Inbetriebnahme des elektronischen Stellwerkes Leipzig Hbf (West) im September 2004 wurde er zum Bahnhofsteil Leipzig Berliner Straße.
Außer dem Namen erinnert heute jedoch nichts mehr an dieses frühe Zeugnis der Leipziger Eisenbahngeschichte. Auf dem Gelände befinden sich heute Abstellanlagen für Reisezüge sowie ein 2009 errichtetes ICE-Betriebswerk.